# Чепеничи
Чепеничи (Чепиничи) — деревня в Ду́бровском районе Брянской области, в составе Алешинского сельского поселения. Расположена в 2 км к юго-западу от села Алешня. Население — 7 человек (2010).
Упоминается с XVII века в составе Подгородного стана Брянского уезда. Бывшее владение Мещерских, в XIX веке — Озеровых. Входила в приход села Жабова; с 1882 — села Алешни. С 1861 по 1924 в Алешинской волости Брянского (с 1921 — Бежицкого) уезда; позднее в Дубровской волости, Дубровском районе (с 1929).